# FO HGm 4/4
Bei der HGm 4/4 handelt es sich um einen dieselelektrischen Lokomotivtyp der Matterhorn-Gotthard-Bahn. 1967 wurden die zwei Maschinen von der Furka-Oberalp-Bahn (FO) in Dienst gestellt, um die letzten Dampflokomotiven als fahrdrahtunabhängige Reserve ausmustern zu können. Ein wichtiges Einsatzgebiet der Lokomotiven war daher bis zur Eröffnung des Furka-Basistunnels 1982 die alljährliche grosse Schneeräumung auf der Furka-Bergstrecke. Dieser Streckenabschnitt war nicht wintersicher und musste in jedem Frühjahr von neuem wieder befahrbar gemacht werden. Aus strategischen Gründen war daher eine Lokomotive südwestlich des Furkapasses in Brig und eine nordöstlich in Andermatt stationiert. Nach der Fusion von Furka-Oberalp-Bahn und BVZ zur Matterhorn-Gotthard-Bahn wechselten auch die beiden Lokomotiven in den Fuhrpark der neuen Gesellschaft. Sowohl äusserlich als auch technisch gibt es einige Parallelen zu den zwei Zweikraftlokomotiven Gem 4/4 der Rhätischen Bahn, die ein Jahr zuvor ausgeliefert worden waren.
Die Lokomotiven dienen als Reserve für den Fall von Ausfällen der Fahrleitung. Im Winter fahren sie überwiegend mit Schneeräumzügen. In den Sommermonaten wird seit 2010 eine Lokomotive an die Dampfbahn Furka-Bergstrecke vermietet, die sie vor Reise- und Arbeitszügen einsetzt.

## Technik

Technische Zeichnung

Der Wagenkasten der MGB HGm 4/4 ist mit dem der RhB Gem 4/4 identisch. Die Antriebsanlage besteht aus zwei Cummins-Dieselmotoren V12-825 mit insgesamt 1134 kW, die auf je einen Generator arbeiten. Im Gegensatz zu den Gem 4/4 der RhB gibt es bei den Maschinen der FO keine Stromabnehmer. Dafür laufen die HGm 4/4 auf Drehgestellen mit kombinierten Adhäsions- und Zahnradantrieb für das bei der MGB verwendete Abt-Zweilamellensystem. Beim Betrieb auf den Zahnstangenabschnitten wird der Adhäsionsantrieb abgekuppelt. Die Drehgestelle ähneln denen der Deh 4/4I der FO, allerdings tragen die Drehgestellrahmen der HGm 4/4 die Zug- und Stoßvorrichtungen. Des Weiteren existiert eine vakuumgesteuerte Druckluftbremse sowie zusätzlich eine Getriebebremse für den Einsatz auf der Schöllenenbahn. Um vom Führerstand einer vorgespannten elektrischen Schneeschleuder 4931-33 (SLM/MFO 1941-45) aus betrieben werden zu können, sind die beiden Fahrzeuge mit einer Fernsteuerung ausgestattet. Bei einem solchen Einsatz bezieht die Schleuder ihren Strom aus einer Generatorengruppe der HGm 4/4, während die andere die Energie für den Vortrieb liefert. Werden hingegen die neueren Beilhack-Dieselschneeschleudern 4934 (1980, Andermatt) oder 4935 (1986, Brig) eingesetzt, stehen beide Generatorengruppen für die Traktion zur Verfügung.

## Fahrzeuge
| 61 | 1968 | in Betrieb |
| 62 | 1968 | in Betrieb |

## Unfälle
Die HGm 4/4 61 entrollte und entgleiste am 25. September 2018 zwischen Tiefenbach und Realp. Dabei wurde die Lokomotive am Fahrwerk und einer Lokomotivseite stark beschädigt.

## Galerie

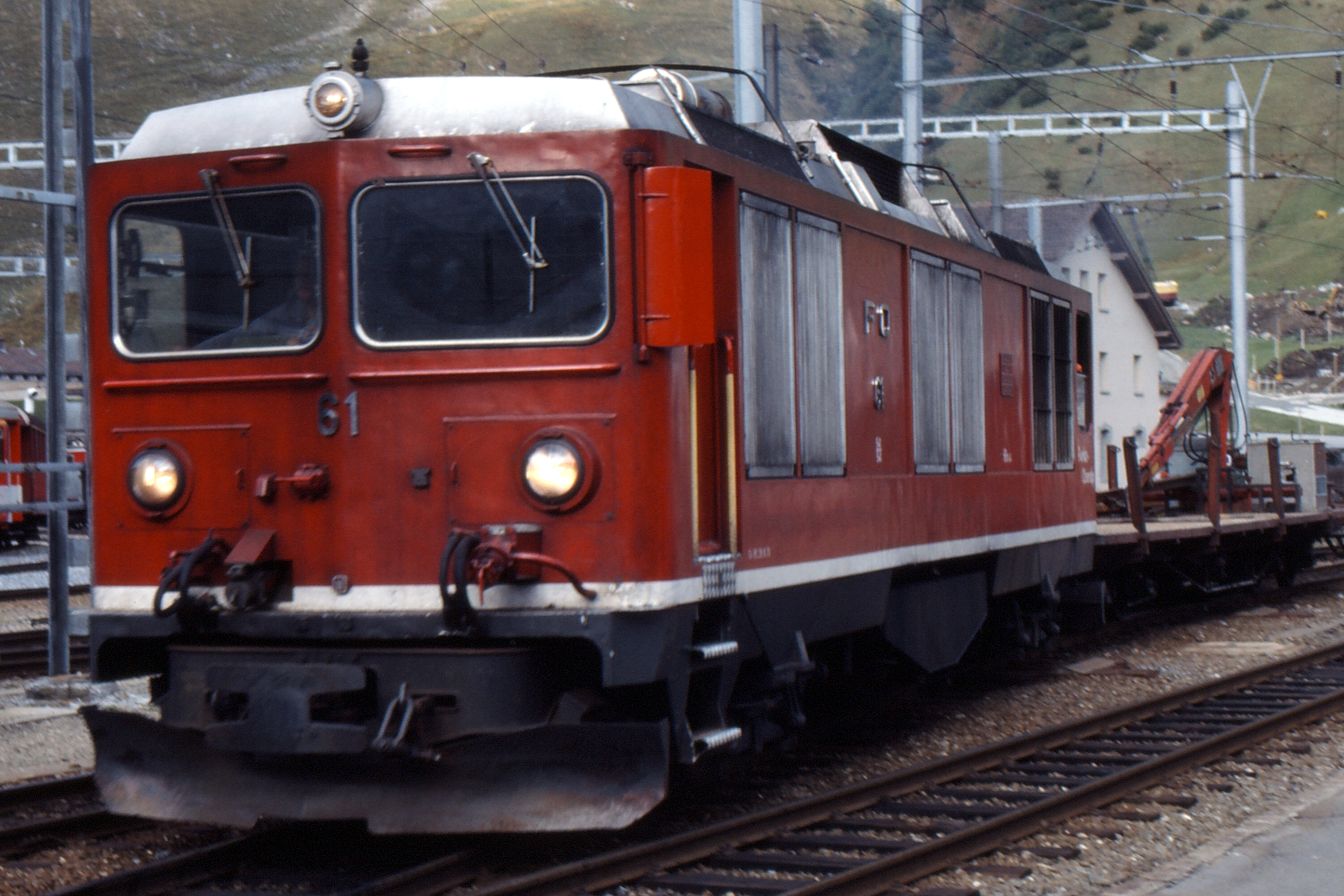
HGm 4/4 61
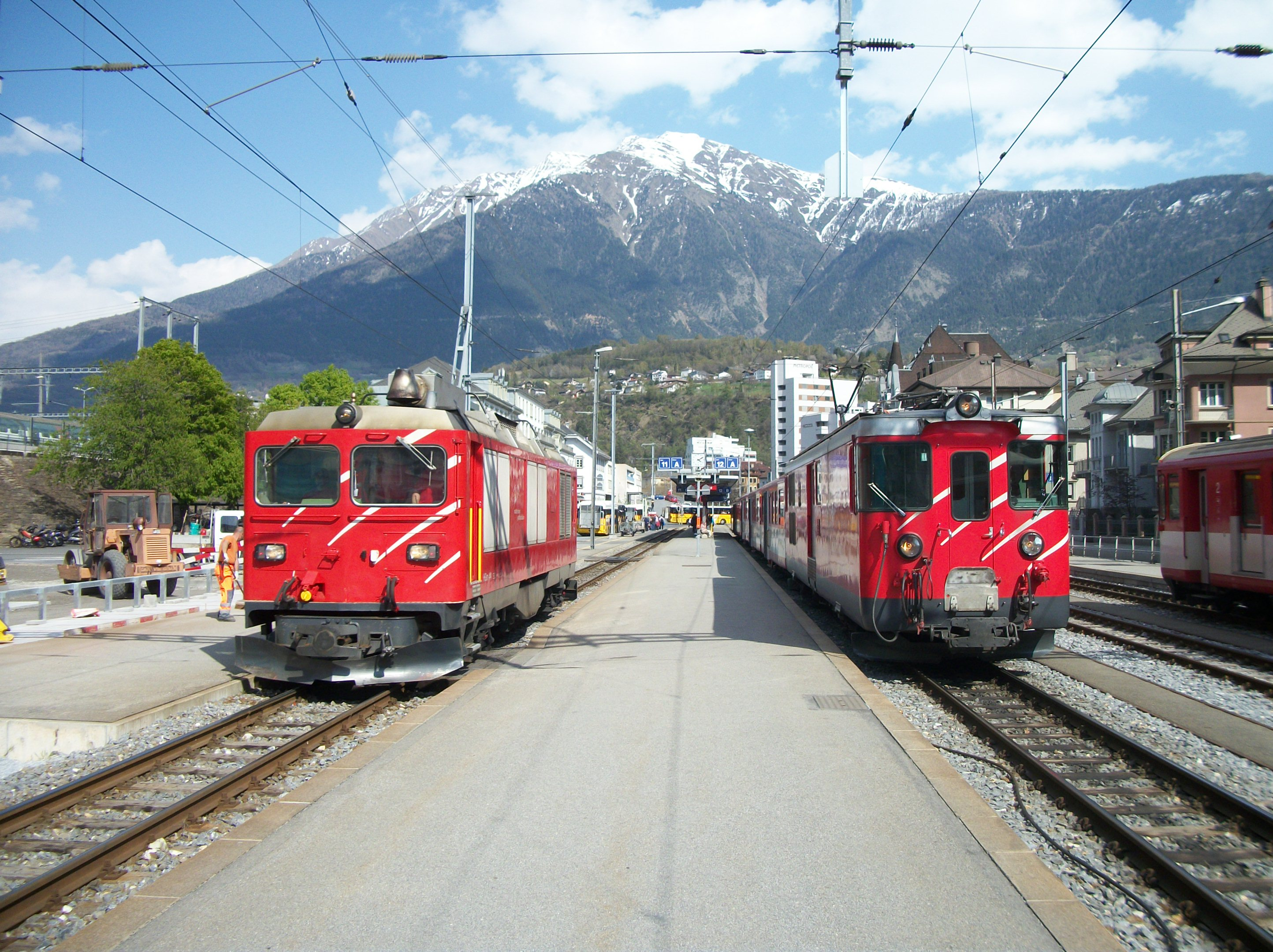
HGm 4/4 im Bahnhof Brig
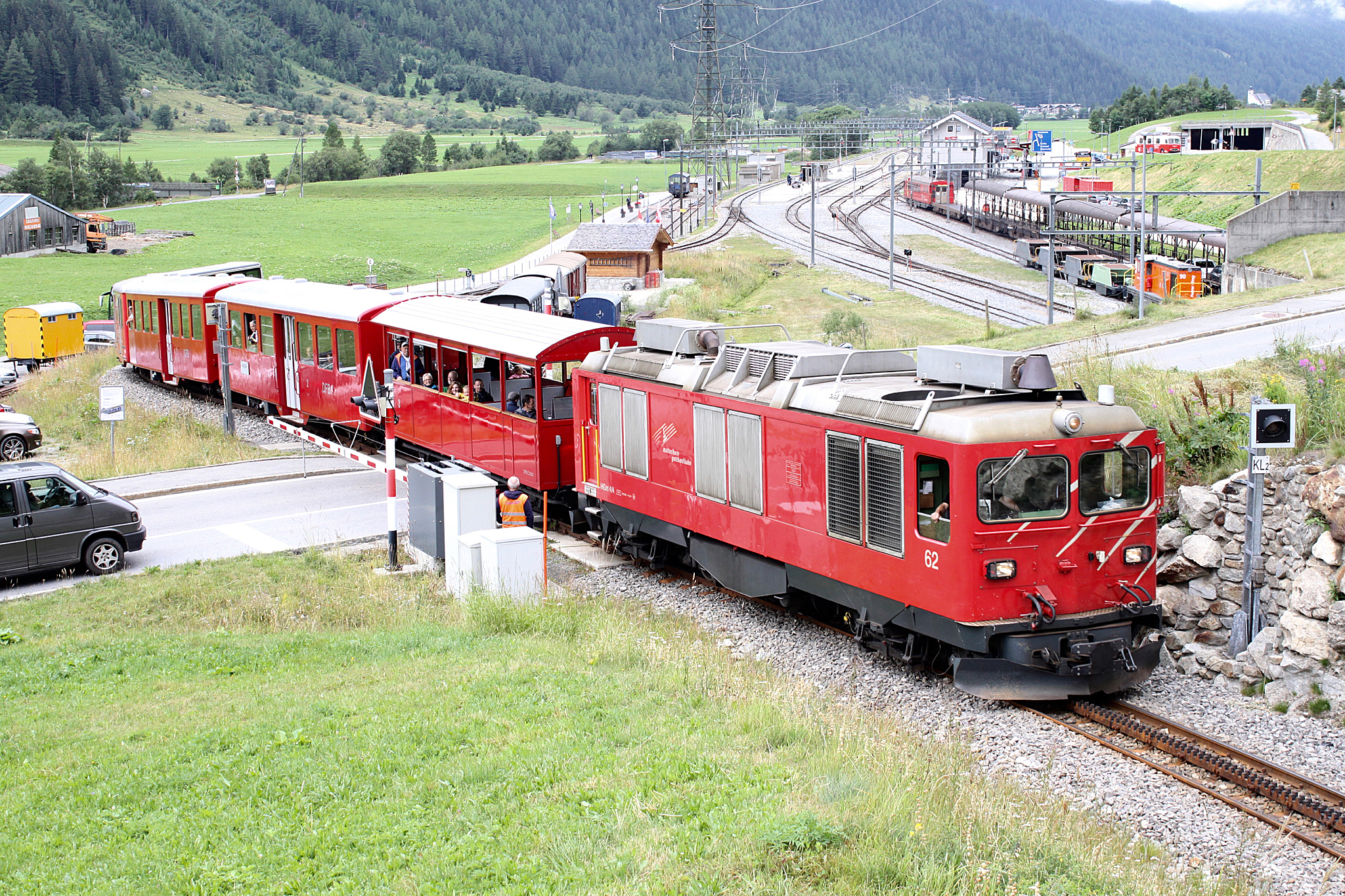
HGm 4/4 62 auf der Furka-Bergstrecke
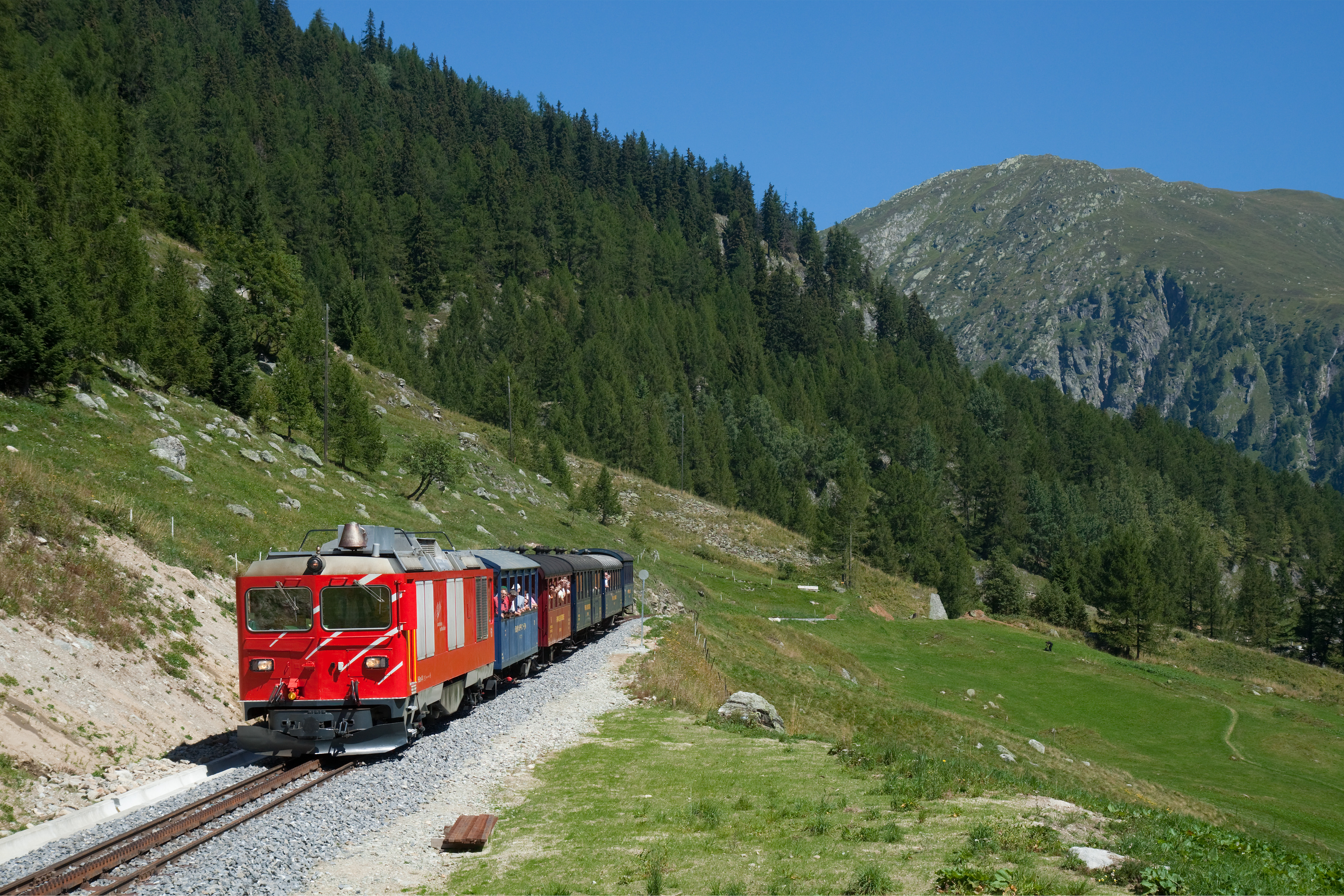
HGm 4/4 vor einem Zug auf der Furka-Bergstrecke
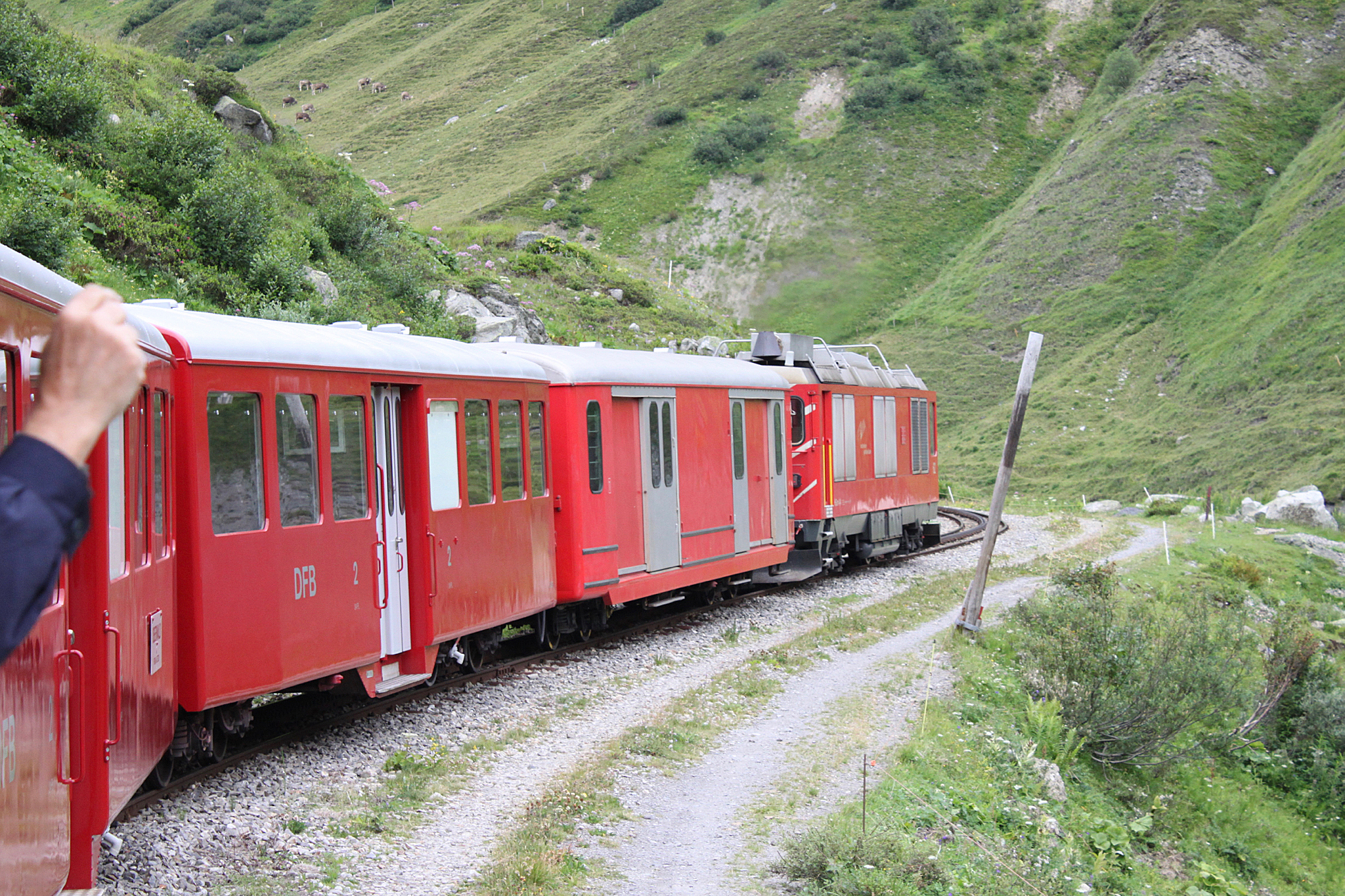
HGm 4/4 vor einem Zug auf der Furka-Bergstrecke
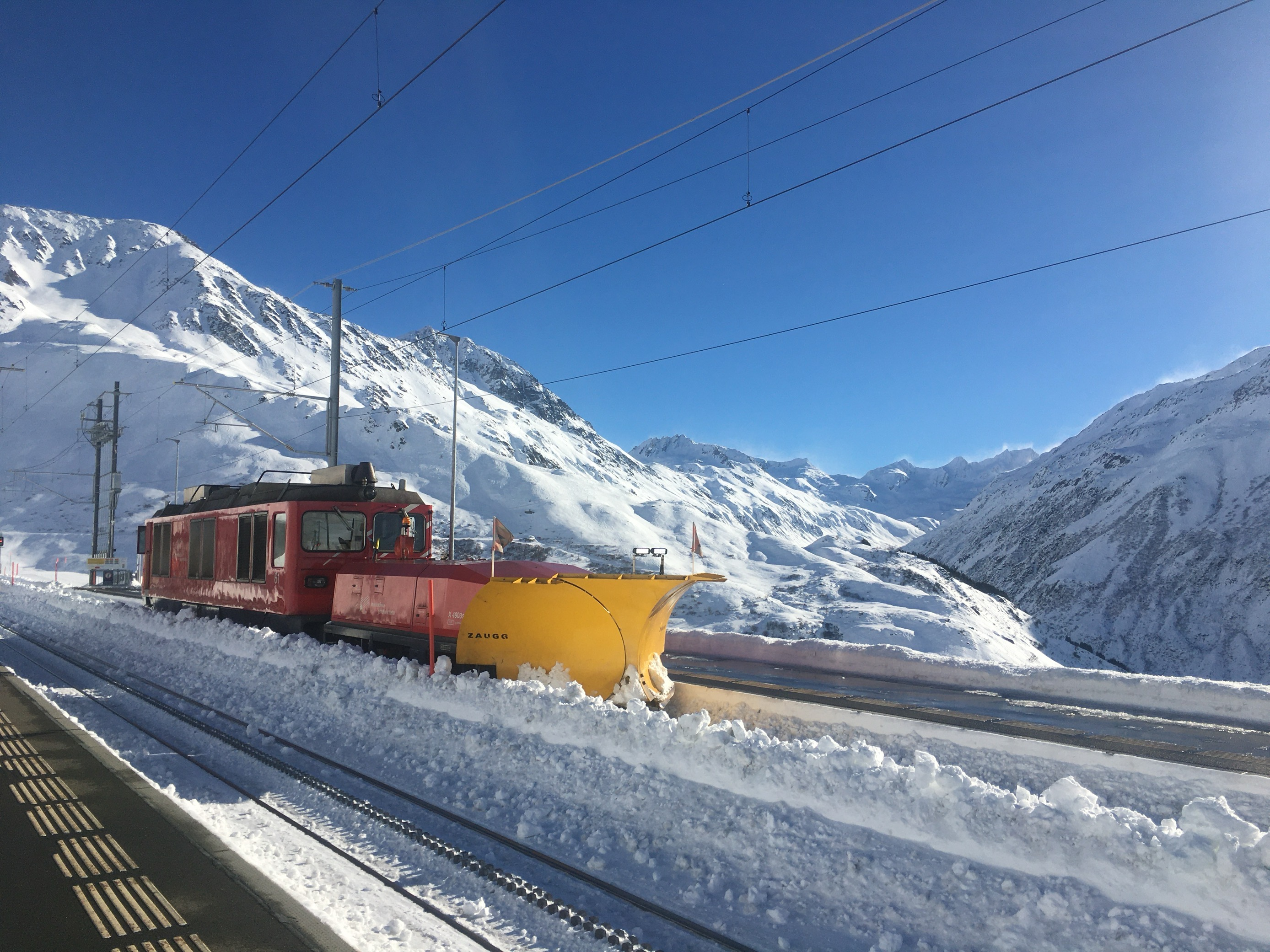
HGm 4/4 am 23. Dez 2023 im Bahnhof Nätschen